# Albatroz-de-laysan
O albatroz-de-laysan, Phoebastria immutabilis, é uma ave marinha de grande porte que se distribui pelo Pacífico Norte. Pequeno, se comparado com outras aves da sua família, é a segunda espécie de ave marinha mais comum nas Ilhas Havaianas, com uma população estimada de 2,5 milhões de aves, estando a expandir ou, provavelmente, a reexpandir-se em novas ilhas. Deve o seu nome a Laysan, uma das suas colónias nas Ilhas Havaianas Noroeste. Em 1949, Hans von Boetticher incluiu esta espécie no género monotípico Laysanornis, caído em desuso.

## Descrição
O albatroz-de-laysan é geralmente fácil de identificar. No Pacífico Norte basta distingui-lo do outro albatroz relativamente comum, o albatroz-patinegro, de corpo escuro. Pode ainda distinguir-se do mais raro albatroz-de-cauda-curta, devido às costas, que são totalmente escuras e ao seu menor tamanho. A plumagem do albatroz-de-laysan tem sido comparada à dos larídeos, com costas e asas cinzentas-escuras e a cabeça e parte inferior do corpo brancas.